# Punktskattning
Punktskattning är en metod att från ett observerat stickprov beräkna ett närmevärde till en okänd parameter i en sannolikhetsfördelning. De vanligaste exemplen är medelvärde, som används som punktskattning till väntevärde, och stickprovsvarians, som används som punktskattning till varians. 
Vanliga mått på kvaliteten på en punktskattning är bias och medelkvadratfel eller standardavvikelse. En punktskattning som har bias lika med noll kallas väntevärdesriktig. Vanliga metoder att beräkna punktskattningar är momentmetoden och Maximum-Likelihood-metoden.